# Култура на Гърция
Културата на Гърция е еволюирала в продължение на хиляди години. Започва в минойската и ппродължава в микенската цивилизация и след това в класическа Гърция, като същевременно оказва влияние върху Римската империя и наследилата я Византийска империя. Освен тази богата традиция, върху съвременната гръцка култура са оказали влияние и други култури и държави като средновековните франкски държави, Османската империя, Венецианската република и баварските и датските династии в гръцката монархия.
Съвременните демокрации произтичат от гръцката Атинска демокрация: система, в която всеки пълноправен атински гражданин е обществено-политически ангажиран, подлежи на съдебна процедура със съдебни заседатели и има равенство пред закона. Древните гърци са пионери в много области, които разчитат на систематична мисъл, включително биология, геометрия, история, философия и физика. Те въвеждат важни литературни родове като епическа и лирическа поезия, история, трагедия и комедия. В стремежа си към ред и пропорция гърците създават идеал за красота, който оказва силно влияние върху европейското изкуство.

## Език
Гръцкият език е официалният език на република Гърция и република Кипър и има общо 15 милиона говорещи по целия свят. Той е индоевропейски език. Той е особено забележителен с дълбочината на своята приемственост, с писмени записи, обхващащи повече от 3400 години. Най-ранната запазена форма е микенски гръцки, написан с писмеността Линеар Б през късната бронзова епоха. Съвременният гръцки произлиза от гръцкия койне, който се формира от диалектно изравняване на древногръцки диалекти като атически гръцки и дорийски гръцки.
Гръцкият език е оказал огромно влияние както пряко върху романските езици, така и косвено чрез влиянието си върху възникващия латински език през първите години на Рим. Признаци на това влияние и многото му развития могат да се видят в семейството на западноевропейските езици.

### Древна Гърция
Първите писмени произведения в европейската литературна традиция са епичните поеми на Омир и Хезиод. Ранната гръцка лирическа поезия, представена от поети като Сафо и Пиндар, създава лирическия жанр, както се разбира днес в западната литература. Езоп пише своите басни през VI век пр.н.е. Тези нововъведения имат дълбоко влияние не само върху римските поети, най-вече Вергилий в неговата епична поема за основаването на Рим, Енеида, но и в цяла Европа.
Класическа Гърция също е родното място на театъра. Есхил въвежда идеите за диалог и взаимодействащи си герои в драматургията и по този начин той ефективно изобретява драмата; неговата трилогия от пиеси „Орестия“ се счита за негово върхово постижение. Други основатели на драматургията са Софокъл и Еврипид. Аристофан, комичен драматург, дефинира и оформя идеята за комедията като театрална форма.
На Херодот и Тукидид често се приписва развитието на съвременното изучаване на историята като област, достойна за философско, литературно и научно изследване. Полибий пръв въвежда понятието военна история.
Философията навлиза в литературата в диалозите на Платон, а неговият ученик Аристотел в труда си "Поетика "формулира първите критерии за литературна критика. И двете литературни фигури, в контекста на по-широкия принос на гръцката философия в класическата и елинистическата епоха, трябваше да породят идеята за политическата наука, изследването на политическата еволюция и критиката на държавните системи.

### Византийска Гърция
Разпространението на християнството в гръко-римския свят през IV - VI век, заедно с елинизацията на Византийската империя през този период, води до формирането на уникална литературна форма, съчетаваща християнски, гръцки и ориенталски влияния. На свой ред това насърчава развитието на критската поезия, растежа на поетичната сатира в гръцкия Изток и няколкото видни историци от периода.

### Съвременна Гърция
Под съвременна гръцка литература се разбира литература, написана на гръцки език след XI век, с текстове, написани на по-познат днес език, отколкото езикът на ранната Византия.
Критската ренесансова поема Erotokritos несъмнено е шедьовърът на този ранен период на новогръцката литература и представлява едно от нейните върховни постижения. Това е рицарски роман в стихове, написан около 1600 г. от Виценцос Корнарос (1553 – 1613). Другият основен представител на критската литература е Георгиос Чортацис, а най-забележителното му произведение е Ерофили. Други пиеси са Жертвоприношението на Авраам от Корнарос, Панория и Кацурбос от Чортацис, Крал Родолинос от Андреас Троилос, комедията Статис и Воскопула от неизвестни автори.
Новогръцкото просвещение е идеологическо, филологическо, лингвистично и философско движение сред гърците от 18 век, което превежда идеите и ценностите на европейското Просвещение в гръцкия свят. Адамандиос Кораис и Ригас Велестинлис (Ригас Ферайос) са двама от най-забележителните му представители.
В годините преди гръцката война за независимост, Йонийските острови стават център на йонийската школа за литература. Основните ѝ характеристики са забележимо италианско влияние, романтизъм, национализъм и използване на димотики (простонароден гръцки). Известни представители са Андреас Ласкаратос, Андреас Калвос, Аристотелис Валаоритис и Дионисиос Соломос.
След обявяването на независимостта интелектуалният център се мести в Атина. Основна фигура от тази нова ера е Костис Паламас, смятан за „национален поет“ на Гърция. Той е централната фигура на гръцкото литературно поколение от 80-те години на XIX век и един от съоснователите на така наречената „Нова атинска школа“ (или Паламска школа). Основната ѝ характеристика е използването на димотики. Паламас е и автор на олимпийския химн.
Преминавайки към XX век, съвременната гръцка литературна традиция обхваща творчеството на Константинос Кавафис, смятан за ключова фигура в поезията на XX век, Георгиос Сеферис, чиито произведения и стихотворения имат за цел да слеят литературата на древна и съвременна Гърция, и Одисеас Елитис, и двамата спечелили Нобелова награда за литература. Никос Казандзакис също се счита за доминираща фигура, като негови творби като „Последното изкушение на Христос“ и „Гръцката страст“ получават международно признание.

## Изкуства

### Архитектура

#### Древна Гърция
Първата велика древногръцка цивилизация са минойците, егейска цивилизация от бронзовата епоха на Крит и други егейски острови, която процъфтява от ок. 3000 пр. н. е. до ок. 1450 г. пр. н. е. и след период на упадък, приключва около 1100 г. пр. н. е. по време на ранножелязната епоха. В пика на своята мощ те създават архитектура, варираща от градски къщи до минойски дворци. Пример за последното е дворецът в Кносос, който се състои от две до три нива, има над 500 стаи и много тераси с портици и стълби. Интериорът на този дворец включва монументални зали за приеми, огромни апартаменти за кралицата и придворните, бани с пълна канализационна и дренажна система, хранилища, магазини, театри, спортни арени и други удобства. Стените са изградени от висококачествена зидария, която е покрита с богато украсени фрески.
По-късно микенската цивилизация издига дворцови структури в Микена, Тиринт и Пилос.
След това архитектурата се развива в стил, който заедно с римския вдъхновява класическата архитектура (и по-късно неокласическата). Примери за този стил са храмове като Партенона и Ерехтейона, които се намират в Акропола на Атина, и театри. В тях се използват сложна комбинация от оптични илюзии и балансирани пропорции. Класическите древногръцки храмове обикновено се състоят от основа със стълби по края (известна като крепидома), цела (или наос) с култова статуя в нея, колони, антаблемент и два фронтона, един отпред и друг отзад. Към 4 век пр. н. е. гръцките архитекти и каменоделци вече са разработили система от правила, известни като ордери : дорийски, йонийски и коринтски. Те се разпознават най-лесно по техните колони (особено по капителите). Дорийската колона е здрава и опростена, йонийската е по-тънка и има четири спирали (волути) в ъглите на капитела, а коринтската колона е като йонийската, но капителът е напълно различен, украсен с акантови листа и четири волути.

#### Византийска Гърция
След преместването на столицата на Римската империя в Константинопол през 330 г. и падането на Западната Римска империя около 150 години по-късно, архитектите на Византийската империя строят крепостни стени, дворци, хиподруми, мостове, акведукти и църкви. Един от най-известните видове църкви, построени от византийците, е базиликата, която е много разпространена и получава най-голямо развитие в империята. Византийският стил архитектура е основен източник на вдъхновение за архитектурните стилове в източноправославните страни чрез модификации и адаптации на местно ниво. Например Бранковянският стил в Румъния е основан на византийската архитектура, но има и индивидуални румънски характеристики.
Както при Партенона, построен за богослужение на древногръцката религия, църквата Света София се смята за емблематична за християнството. Храмовете на двете религии се различават съществено по отношение на външния и вътрешния си вид. В Античността екстериорът е най-важната част от храма, тъй като само жрецът е имал достъп във вътрешността, където се е съхранявала култовата статуя на божеството. Церемониите се провеждат отвън и поклонниците виждат само фасадата на храма, състояща се от колони, с антаблемент и два фронтона. Обратно, християнските литургии се провеждат във вътрешността на църквите, като екстериорът обикновено има по-малко орнаменти.
Византийската архитектура често включва мраморни колони, касетирани тавани и разкошна украса, включително широкото използване на мозайки със златен фон. Строителният материал, използван от византийските архитекти, вече не е мраморът, високо ценен и използван от древните гърци, а предимно камък и тухли, като за прозорци са използвани тънки алабастрови листове.

#### Съвременна Гърция
След независимостта на Гърция и през целия деветнадесети век, както за обществени, така и за частни сгради широко се използва неокласическа архитектура. Архитектурата на Атина и другите градове на Кралство Гърция е повлияна най-вече от архитекти като Теофил Хансен, Ернст Цилер, Панагис Калкос, Лисандрос Кавтандзоглу, Анастасиос Метаксас и Стаматиос Клеантис. Църквите в Гърция, от друга страна, преживяват възраждане на неовизантийския стил.
През 1933 г. Льо Корбюзие подписва и публикува манифест на модернисткото движение в архитектурата, Атинската харта. Основни представители на това движение са: Йоанис Деспотопулос, Димитрис Пикионис, Патроклос Карантинос и Такис Зенетос. След Втората световна война и Гражданската война в Гърция масовото строителство на жилищни сгради в големите гръцки градове е основен фактор, допринасящ за растеж на гръцката икономика и следвоенно възстановяване. Първите небостъргачи също са построени през 60-те и 70-те години на XX век, като OTE Tower и Athens Tower Complex.

### Живопис

#### Древна Гърция
Има няколко взаимосвързани традиции в живописта в древна Гърция. Поради техническите си различия те претърпяват различно развитие. В археологическите находки не са еднакво добре представени всички техники за рисуване. Най-уважаваната форма на изкуство, според автори като Плиний или Павзаний, са индивидуалните картини върху дървени дъски, технически описани като панелни картини. Друга форма са обществените галерии (стоа). Традицията на стенописите в Гърция датира поне от минойската и микенската бронзова епоха, с пищната фрескова украса на места като Кносос, Тиринт и Микена.
Голяма част от фигуралната или архитектурна скулптура на древна Гърция е била боядисана цветно. Този аспект на гръцката каменна зидария е описан като полихромен (от гръцки πολυχρωμία, πολύ = много и χρώμα = цвят). Поради интензивните атмосферни влияния полихромията върху скулптурата и архитектурата в повечето случаи е избледняла значително или напълно.

#### Византийска Гърция
Византийското изкуство датира от около V век до падането на Константинопол през 1453 г. Най-забележителната черта на тази нова естетика е нейният „абстрактен“ или ненатуралистичен характер. Ако класическото изкуство е белязано от опита да се създадат изображения, които имитират реалността възможно най-близо, византийското изкуство изглежда е изоставило този опит в полза на по-символичен подход. Византийската живопис е представена главно с икони и агиографии.

#### Поствизантийска и съвременна Гърция
Терминът Критска школа описва важна школа в иконописта, известна още като поствизантийско изкуство, която процъфтява, докато Крит е под венецианско управление през Късното средновековие. Тя достига своя връх след падането на Константинопол, превръщайки се в централна сила в гръцката живопис през XV - XVII век. Критските художници развиват особен стил на рисуване под влияние както на източните, така и на западните художествени традиции и движения. Най-известният автор от школата, Ел Греко, е най-успешният от критските художници в Западна Европа.
йонийската живописна школа наследява критската в гръцката поствизантийска живопис, след като Крит пада под властта на османците през 1669 г. Подобно на критската школа, тя съчетава византийските традиции с нарастващо западноевропейско художествено влияние и също така дава първите значими изображения на светски теми. Школата произлиза от Йонийските острови, които не са част от Османска Гърция, и датира от средата на XVII век до средата на XIX век.
Модерната гръцка живопис, след независимостта и създаването на съвременната гръцка държава, започва да се развива по времето на романтизма и гръцките художници усвояват много елементи от своите европейски колеги, което води до създаване на отличителен стил на гръцкото романтично изкуство. Известни художници от епохата са Николаос Гизис, Георгиос Якобидес, Никифорос Литрас, Константинос Воланакис и Теодорос Вризакис.

### Скулптура
Древногръцката монументална скулптура е изработена почти изцяло от мрамор или бронз; като излетият бронз се превръща в предпочитана среда за големи творби към началото на 5 век. И мраморът, и бронзът за щастие са лесни за оформяне и много издръжливи. Хризелефантинните скулптури, използвани за храмови култови изображения и луксозни произведения, използват злато, най-често под формата на листа и слонова кост за цялата или части от фигурата и вероятно скъпоценни камъни и други материали, но са много по-рядко срещани и са оцелели само фрагменти. В началото на 19-ти век систематичните разкопки на древногръцки обекти откриват изобилие от скулптури със следи от значителни оцветени повърхности. Едва след публикуваните открития на немския археолог Винценц Бринкман в края на 20-ти и началото на 21-ви век оцветяваването на древногръцките скулптури става установен факт. Използвайки лампи с висок интензитет, ултравиолетова светлина, специално проектирани камери, гипсови отливки и някои прахообразни минерали, Бринкман доказва, че целият Партенон, включително носещата структура, както и статуите, са били оцветени.

#### Византийска Гърция
Византийците наследяват раннохристиянското недоверие към монументалната скулптура в религиозното изкуство и произвеждат само релефи, от които много малко оцелели са в реален размер, в рязък контраст със средновековното изкуство на Запада, където монументалната скулптура се възражда след епохата на Каролингите. Малките изображения от слонова кост също са предимно в релеф.
Така наречените „миниатюрни предмети“ са много важни във византийското изкуство и сред луксозните предмети. През цялата византийска епоха са произведени в големи количества религиозни атрибути или ковчежета, глиптики (резби от твърд камък), емайли, бижута, метални изделия и фигурална коприна. Произведени са и голям брой предмети със светска или непредставителна цел: например, теми от класическата митология върху слонова кост. Византийската керамика е сравнително груба, тъй като никога не е била използвана на трапезите на богатите, които са се хранили в сребърни съдове.

#### Съвременна Гърция
След установяването на Гръцкото кралство и западното влияние на неокласицизма, скулптурата е преоткрита от гръцките художници. Основните теми включват древногръцката античност, войната за независимост и важни фигури от гръцката история.
Известни скулптори на новата държава са Леонидас Дросис (основната му работа е обширният неокласически архитектурен орнамент в Академията на Атина), Лазарос Сохос, Георгиос Виталис, Димитриос Филипотис, Йоанис Косос, Янулис Халепас, Георгиос Бонанос и Лазарос Фиталис.

### Театър

#### Древна Гърция
Театърът е роден в Гърция. Полисът на Класическа Атина, която през този период става значителна културна, политическа и военна сила, е център на театъра, където той е институционализиран като част от фестивала на бог Дионис. Трагедията (края на 6 век пр.н.е.), комедията (486 г. пр.н. е.) и сатирната драма са трите драматични жанра, които възникват там. Атина изнася фестивала в многобройните си колонии и дъжави-съюзници, и така популяризира обща културна идентичност.
Думата τραγῳδία (tragoidia), от която произлиза думата „трагедия“, е съставка от две гръцки думи: τράγος (tragos) или „козел“ и ᾠδή (ода), което означава „песен“, от ἀείδειν (aeidein), „пея“. Тази етимология показва връзка с практиките на древните Дионисиеви култове. Невъзможно е обаче да се знае със сигурност как тези ритуали за плодородие са станали основа за трагедия и комедия.

#### Средновековие
През византийския период театралното изкуство е в тежък упадък. Според Мариос Плоритис единствената оцеляла форма е фолклорният театър (Мимос и Пантомимос), въпреки враждебността на официалните власти. По-късно, през османския период, основното театрално народно изкуство са карагьозите. Ренесансът, довел до модерния гръцки театър, се състои във венецианския Крит. Сред значимите драматурзи са Виценцос Корнарос и Георгиос Чортацис.

#### Съвременна Гърция
Съвременният гръцки театър се ражда след получаването на независимост в началото на 19-ти век, и първоначално е повлиян от хептанския театър и мелодрама, като италианската опера. Първият театър и опера в съвременна Гърция е на Корфу (Nobile Teatro di San Giacomo di Corfù) и там е представена първата гръцка (базирана на гръцко либрето) опера от Спиридон Ксиндас „Кандидатът за парламента“ (1867). В края на 19-ти и началото на 20-ти век атинската театрална сцена е доминирана от ревюта, музикални комедии, оперети и ноктюрни, а забележителни драматурзи са Спиридон Самарас, Дионисиос Лаврангас, Теофрастос Сакеларидис и други.
Националният театър на Гърция е основан през 1880 г. Известни драматурзи на модерния гръцки театър са Александрос Ризос Рангавис, Грегориос Ксенопулос, Никос Казандзакис, Ангелос Терзакис, Пантелис Хорн, Алекос Сакелариос и Яковос Камбанелис, докато забележителни актьори са Кибела Андриану, Марика Котопули, Аимилиос Веакис, Орестис Макрис, Катина Паксину, Манос Катракис и Димитрис Хорн. Сред значимите режисьори са Димитрис Ронтирис, Алексис Минотис и Каролос Кун.

### Музика и танци
Гърция има разнообразна и силно влиятелна музикална традиция, като древната музика е повлияла на музиката в Римската империя, а византийските литургични песнопения и светската музика са повлияли на близкоизточната музика и Ренесанса. Съвременната гръцка музика пренася интерпретацията на гърците върху широк спектър от музикални форми.

#### Древна Гърция
Историята на музиката в Гърция започва с музиката на древна Гърция, основно структурирана върху лирата и други струнни инструменти. Освен добре известните учения на Питагор за гамата и свързаните с нея математически разработки, сравнително малко се знае за точния характер на музиката през този период; знаем обаче, че тя оставя силен отпечатък върху културата на Рим. Това, което узнаваме за социалната роля и характера на древната гръцка музика, идва до голяма степен от керамиката и други форми на изкуството.
Древните гърци вярват, че танцът е измислен от боговете и затова го свързват с религиозна церемония. Те вярват, че боговете предлагат този дар само на избрани смъртни, които на свой ред преподават танци на своите събратя.
Периодични свидетелства в древните текстове показват, че танцът е бил на почит, особено заради образователните му качества. Танцът, заедно с писането, музиката и физическите упражнения, се започва в кръг и завършва, като танцьорите са един срещу друг. Когато не танцуват в кръг, танцьорите държат високо ръцете си или ги размахват наляво и надясно. Те държат в ръцете си цимбали или кърпа, а движенията им са подчертани от дългите им ръкави. Докато танцуват, те пеят, понякога в унисон, понякога като рефрен, повтаряйки стиха, изпят от водещия танцьор. Зрителите се присъединяват, пляскайки в такт или пеейки. Професионалните певци, често самите музиканти, композират текстовете според случая.

#### Византийска Гърция
Византийската музика също е от голямо значение за историята и развитието на европейската музика, тъй като литургичните песнопения стават основа и трамплин за Ренесансовата музика. Византийската музика има обширна традиция на инструментална придворна музика и танци; това се съгласува с исторически и археологически документирания разкош на Византия. Има оцелели няколко, но много ясни разкази за светска музика. Характерен пример са разказите за пневматични органи, чиято конструкция е позната във Византия преди да бъдат възприети от католическата църква на Запад.
Византийските инструменти включват китара, единична, двойна или мулти флейта, систрум, тимпани (барабан), псалтирио, сириги, лира, цимбали, кера и канонаки.
Популярните танци от този период са Syrtos, Geranos, Mantilia, Saximos, Pyrichios и Kordakas. Някои от тези танци водят началото си от древността и все още се изпълняват днес под някаква форма.

#### Съвременна Гърция
В съвременна Гърция имат успех редица известни композитори и изпълнители от целия музикален спектър, докато традиционната гръцка музика се отбелязва като смесица от влияния от местната култура с тези на запад и изток. В традиционните песни, dhimotiká, както и в съвременната блус музика ребетико могат да бъдат чути известни османски, както и средновековни италиански елементи. Добре известен гръцки музикален инструмент е бузукито. „Бузуки“ е описателно турско име, но самият инструмент вероятно е от гръцки произход (от древногръцката лютня, известна като пандура (вид китара), ясно видима в древни статуи, особено женски фигурки от „Tanagraies“, свирещи на струнни инструменти).
Известни гръцки музиканти и композитори от съвременността включват централната фигура на европейския модернизъм от XX век Янис Ксенакис, композитор, архитект и теоретик. Мария Калас, Никос Скалкотас, Микис Теодоракис, Димитрис Митропулос, Манос Хаджидакис и Вангелис също имат забележимо присъствие през XX век, заедно с Демис Русос, Нана Мусхури, Яни, Жорж Мустаки, Елени Караиндру и други.
Раждането на първата школа за съвременна гръцка класическа музика (Хептанесийска или Йонийска школа, на гръцки: Επτανησιακή Σχολή) идва през Йонийските острови. Иизвестни композитори са Спиридон Самарас, Николаос Манцарос и Павлос Карер, докато Манолис Каломирис се счита за основател на Гръцката национална школа.
Гърция е една от малкото страни в Европа, където е запазена ежедневната роля на народния танц. Вместо да е само музеен експонат, запазен за представления и специални събития, той присъства в ежедневието. Поводи за танци обикновено са сватби, семейни тържества и именни дни. Танцът има своето място в церемониалните обичаи, които все още са запазени в гръцките села, като танцът на булката по време на сватба и подготовката за сватбата. Карнавалът и Великден предлагат още възможности за семейни събирания и танци. Гръцките таверни, предлагащи жива музика, често включват народни танци в програмата си.

## Образование
Образованието в Гърция е задължително за всички деца на възраст 6 – 15 години; включва начално (Dimotiko) и прогимназиално (Gymnasio) образование. Училищният живот на учениците обаче може да започне от 2,5-годишна възраст (предучилищно образование) в частни и обществени институции „Vrefonipiakoi Paidikoi Stathmi“ (ясли).
средното образование съгласно реформите от 1997 г. и 2006 г. се състои от два основни типа училища: Genika Lykeia (Общи гимназиални училища) и Epaggelmatika Lykeia (Професионални гимназиални училища), както и Epaggelmatikes Sxoles (Професионални училища). Има също така музикални, църковни и спортни гимназии и лицеи (Lykeio). Средното образование включва и Институтите за професионално обучение (IEK), които предоставят формално, но некласифицирано ниво на образование. Тези институти не се класифицират като образователно ниво, тъй като приемат студенти както от Gymnasio (прогимназиално училище), така и от Lykeio (гимназиално училище) възпитаници според съответните специализации.
Публичното висше образование е разделено на университети и институти за техническо образование (TEI). Студентите се приемат в тези институти според представянето им на изпитите на национално ниво, които се провеждат в трети клас на лицеите. Най-старите институции са Атинската политехника (1836), Атинският университет (1837), и Аристотеловият университет в Солун (1925).